# Бошко Ђукановић
Бошко Ђукановић (Ваљево, 11. октобар 1955) српски је кардиохирург и бивши директор Института за кардиоваскуларне болести Дедиње.

## Образовање
Завршио је Основну школу "Миша Дудић" у Ваљеву (од 2002. године ОШ „Владика Николај Велимировић”). Као мали је учио столарски занат поред свог оца.
Студије је похађао на Медицинском факултету Универзитета у Београду.
Три године је провео на студијском боравку у Сједињеним Америчким Државама, где је имао прилике да присуствује операцијама које је водио Мајкл Дебејки, најчувенији светски хирург, који је оперисао британског краља Едварда VIII и иранског шаха Резу Пахлавија. Са њим је урадио и интервју 2007. године, који је уједно и последњи Дебејкијев интервју. 
Такође, асистирао је Дентону Кулију, највећем светском ауторитету у области кардиохирургије.

## Стручна каријера
Ђукановић је професор по позиву Медицинског факултета Универзитета у Београду.
Директор Института за кардиоваскуларне болести Дедиње је постао 2000. године. На том месту је наследио Милована Бојића.
Разрешен је са места директора Института за кардиоваскуларне болести Дедиње, одлуком Владе Републике Србије од 31. децембра 2015. године.

## Политичка делатност
Док се налазио на месту директора Института за кардиоваскуларне болести Дедиње, у свом кабинету је држао портрете краља Александра I Карађорђевића, генерала Драгољуба Драже Михаиловића, војводе Момчила Ђујића...
На парламентарним изборима 2016. године, Ђукановић је подржао изборну листу Демократске странке Србије и Српског покрета Двери.

## Друге функције
Ђукановић је био члан Крунског савета престолонаследника Александра Карађорђевића. Напустио је чланство у истом, уз образложење да је прошло сувише времена од повратка Карађорђевића у Србију и да је за обнову монархије пропуштена прилика.
Као локал патриота и љубитељ кошарке, Ђукановић је био председник Кошаркашког клуба Металац из Ваљева.

## Приватни живот
Говори енглески и француски језик.
Љубитељ је српске народне музике.